# お菊人形
お菊人形（おきくにんぎょう）は、髪の毛が伸びる人形で、北海道岩見沢市の萬念寺に祀られている。

## 概要
大正7年（1918年）に北海道在住の当時17歳だった鈴木永吉が、札幌狸小路の商店で、3歳の妹の菊子におかっぱ頭の日本人形を買ってあげた。菊子はそれを気に入って、毎日一緒に寝るほど可愛がった。しかし翌年に菊子は風邪で急死した。人形は、棺に納められるのを忘れたため、遺骨と共に仏壇に飾られたのであるが、人形の髪の毛が肩まで伸びて、家族は「菊子の霊が乗り移った」と信じるようになった。昭和13年（1938年）に、鈴木家は樺太に移転することになり、人形を萬念寺に預けた。戦後、永吉は菊子の霊が宿ったものとしてそのまま萬念寺に納めて永代供養を頼んだのである。